# Independence Temple

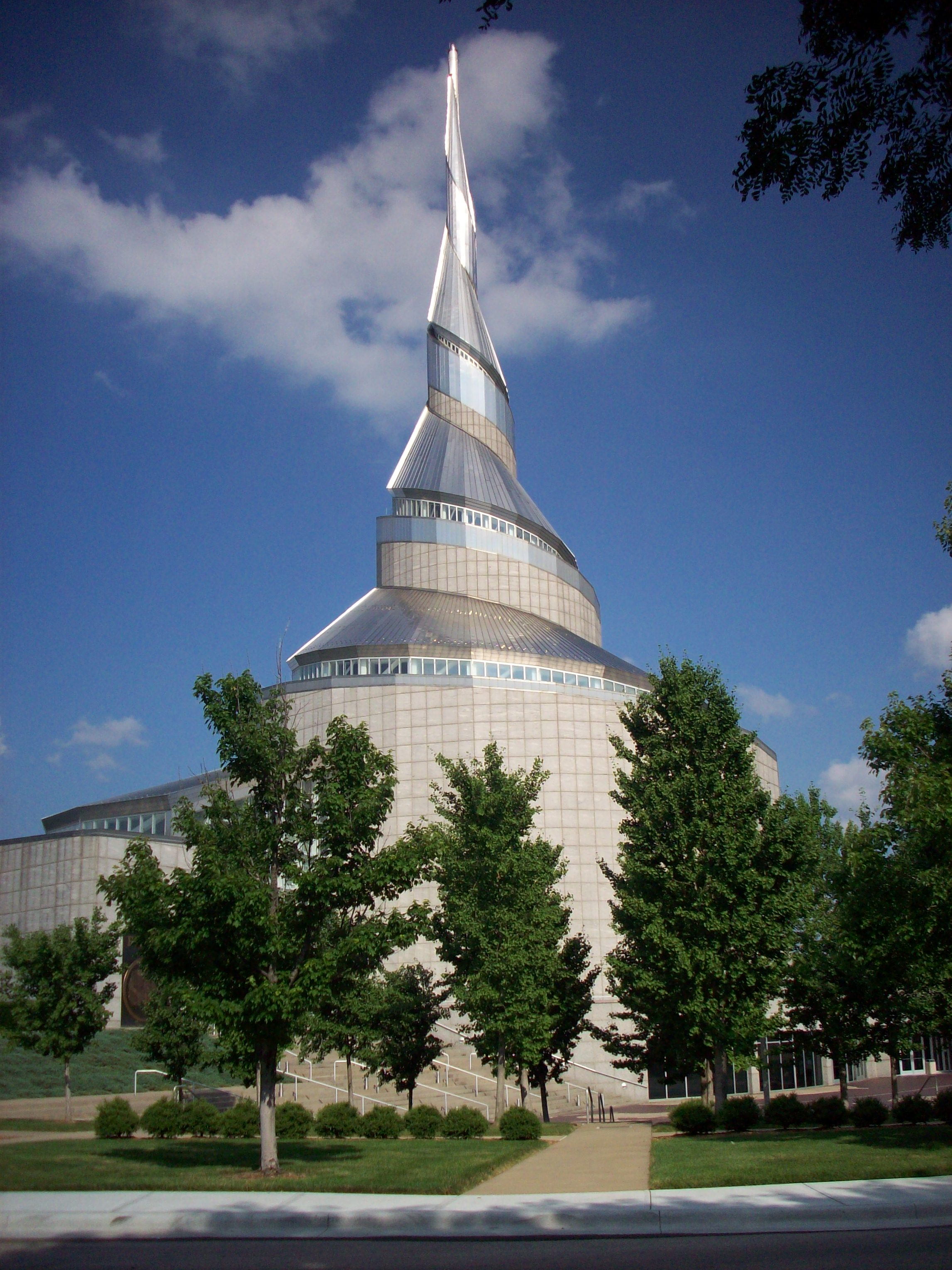
Tempel der Gemeinschaft Christi in Independence. Geweiht 1994

Der Independence Temple ist das zentrale Gotteshaus der Gemeinschaft Christi, der zweitgrößten mormonischen Konfession, und wird von dieser als Andachtsort aber auch als Bildungseinrichtung genutzt. Er dominiert das Stadtbild von Independence, Missouri, USA. Der Bau geht auf eine Offenbarung zurück, die im Jahr 1984 vorgestellt wurde. Der Grundstein wurde am Freitag, dem 6. April 1990 gelegt, und das vollendete Gebäude wurde am Sonntag, dem 17. April 1994 eingeweiht.

## Struktur und Gebäude
Der Tempel wurde von dem Architekten Gyo Obata entworfen. Es ist aus rostfreiem Stahl gebaut, verwendet die Spiralenform eines Gemeinen Perlboots und ist von einem Helm gekrönt. Es hat eine Höhe von 91 Metern. Der Hauptteil des Gebäudes besitzt Sitzplätze für 1600 Personen. Das Gebäude beherbergt außer dem eigentlichen Gotteshaus die Kirchenarchive, die Tempelschule, administrative Büros und ein Museum mit religiöser Kunst aus der ganzen Welt. Es hat außerdem eine Orgel, die von Casavant Frères gebaut wurde. Der Eingang zeigt Darstellungen von Joseph Smith und seiner ersten religiösen Offenbarung.
Der Tempel ist öffentlich zugänglich. Das Gebäude ist eine Touristenattraktion geworden und es werden Führungen angeboten. Ungefähr 60.000 Menschen besuchen den Tempel jedes Jahr.

## Aufgaben
Für Anhänger der Religion ist der Tempel ein Symbol für die Mission der Kirche und deren Theologie. "Der Tempel soll dem Streben nach Frieden geweiht werden. Er soll für die Aussöhnung und das Heil des Geistes da sein. Er soll für die Stärkung im Glauben und die Verbreitung des Zeugnisses sein. Mit seinen Diensten soll eine Haltung der Einheit von Körper, Geist und Seele als erstrebenswertes Ziel gepflegt werden." Täglich um 13:00 Uhr (CST/CDT) wird ein Friedensgebet gesprochen.
Das erste Ereignis, das vor dem Tempel abgehalten wurde, war eine stark religiös geprägte Weltfrauenkonferenz, im Juni 1993. Es gibt im Tempel keine privaten Zeremonien; er ist für jeden offen. Nach Ken Robinson, einem hohen Kirchenführer, ist der Tempel Ausdruck einer „Verpflichtung zu Jesus Christus“ und steht „im Zentrum von Bedeutung und Identität, der Mitglieder, der Gemeinschaft Christi“.

## Ort
Joseph Smith prophezeite, dass an diesem Ort ein Tempel gebaut werden würde. Der andere Tempel der Gemeinschaft Christi war bis zur Übergabe an die Kirche Jesu Christi der Heiligen der Letzten Tage der Kirtland Temple, der erste Tempel, der von Smith gebaut wurde.
Das Gebäude dient dem Gebet und der Bildung.

## Referenzen
- Laurie Smith Monsees: The Temple: Dedicated to Peace. Herald House, 1993, ISBN 978-0-8309-0648-2.
- Marilyn Chiat: North American Churches. Publications International Ltd., 2004, S. 72.
- Michael J. Crosbie: Architecture for the Gods. Watson-Guptill Publications, 2000, ISBN 0-8230-0290-X, S. 66–72.